# هاندزام الكلاسيكي 2023
هاندزام الكلاسيكي 2023 (بالفرنسية: Bredene Koksijde Classic 2023)‏ هو سباق دراجات هوائية من فئة  1.1، وهو الموسم الثالث عشر من هاندزام الكلاسيكي، وأقيم في 17 مارس 2023 ضمن سباقات سلسلة سباقات الاتحاد الدولي للدراجات للمحترفين 2023.
فاز بالمركز الأول Gerben Thijssen ‏، وفاز بالمركز الثاني باسكال أكرمان، وفاز بالمركز الثالث سام ويلسفورد.

## الفرق
| فرق عالمية (7)- Alpecin-Deceuninck - Intermarché-Circus-Wanty - Soudal Quick-Step - Arkéa-Samsic - Team DSM - Trek-Segafredo - UAE Team Emirates فرق برو (10)- بنجوال باوليز ساوكس دبليو بي ‏ - Human Powered Health - Israel-Premier Tech - Lotto Dstny - Q36.5 Pro Cycling Team ‏ - Team Solution Tech–Vini Fantini ‏ - سبورت فلاندرين بالويس ‏ - تيم نوفو نورديسك ‏ - TotalEnergies - أونو اكس برو سايكلنج تيم 2023 ‏ فرق قارية (3)- فولكر ويسيلز سيكلينج تيم 2023 ‏ - Unibet Tietema Rockets ‏ - سوبرانو هام ايزوريكس 2023 ‏ |  |
| |  |

## المشاركون
| UAE Team Emirates UAD | UAE Team Emirates UAD | UAE Team Emirates UAD |
| --------------------- | --------------------- | --------------------- |
| م                     | عداء                  | مرتبة                 |
| 1                     | باسكال أكرمان         | 2                     |
| 2                     | إيفو أوليفيرا         | 67                    |
| 3                     | ريان جيبونز           | 56                    |
| 4                     | Sjoerd Bax ‏           | 88                    |
| 5                     | ميكيل بيرج            | 80                    |
| 6                     | فيجارد ستيك لاينجن    | 84                    |
| 7                     | خوان سباستيان مولانو  | 7                     |

| Soudal Quick-Step SOQ | Soudal Quick-Step SOQ | Soudal Quick-Step SOQ |
| --------------------- | --------------------- | --------------------- |
| م                     | عداء                  | مرتبة                 |
| 11                    | تيم ميرلير (طريق)     | 22                    |
| 12                    | جوزيف سيرني           | لم يكمل السباق        |
| 13                    | Jannik Steimle ‏       | 55                    |
| 14                    | Martin Svrček ‏        | 45                    |
| 15                    | Bert Van Lerberghe ‏   | 35                    |
| 16                    | Stan Van Tricht ‏      | 44                    |
| 17                    | Ethan Vernon ‏         | 33                    |

| Alpecin-Deceuninck ADC | Alpecin-Deceuninck ADC           | Alpecin-Deceuninck ADC |
| ---------------------- | -------------------------------- | ---------------------- |
| م                      | عداء                             | مرتبة                  |
| 21                     | Ayco Bastiaens ‏                  | 78                     |
| 22                     | Lionel Taminiaux ‏                | 4                      |
| 23                     | Jonas Rickaert ‏                  | 90                     |
| 24                     | ياكوب ماريكزكو                   | 5                      |
| 25                     | إدوارد بلانكايرتإدوارد بلانكايرت | 73                     |
| 26                     | جنسن بلاورايت ‏                   | 28                     |
| 27                     | Senne Leysen ‏                    | لم يكمل السباق         |

| Intermarché-Circus-Wanty ICW | Intermarché-Circus-Wanty ICW | Intermarché-Circus-Wanty ICW |
| ---------------------------- | ---------------------------- | ---------------------------- |
| م                            | عداء                         | مرتبة                        |
| 31                           | Dries De Pooter ‏             | 64                           |
| 32                           | Julius Johansen ‏             | 79                           |
| 33                           | Madis Mihkels                | لم يبدأ                      |
| 34                           | Laurenz Rex ‏                 | 58                           |
| 35                           | بابتيست بلانكايرت            | 74                           |
| 36                           | Gerben Thijssen ‏             | 1                            |
| 37                           | Boy van Poppel ‏              | 51                           |

| Arkéa-Samsic ARK | Arkéa-Samsic ARK | Arkéa-Samsic ARK |
| ---------------- | ---------------- | ---------------- |
| م                | عداء             | مرتبة            |
| 41               | هوغو هوفستيتر    | لم يكمل السباق   |
| 42               | Louis Barré ‏     | 72               |
| 43               | أنتوني ديلابلاسي | 49               |
| 44               | دايفيد ديكر      | 21               |
| 45               | دانيال مكلاي     | 50               |
| 46               | Łukasz Owsian ‏   | 61               |
| 47               | Andrii Ponomar ‏  | لم يكمل السباق   |

| Trek-Segafredo TFS | Trek-Segafredo TFS    | Trek-Segafredo TFS |
| ------------------ | --------------------- | ------------------ |
| م                  | عداء                  | مرتبة              |
| 51                 | Marc Brustenga ‏       | لم يكمل السباق     |
| 52                 | Emīls Liepiņš ‏ (طريق) | 53                 |
| 53                 | Thibau Nys ‏           | 62                 |
| 54                 | إدوارد ثيونس          | 10                 |
| 55                 | Mathias Vacek ‏        | 52                 |

| Team DSM DSM | Team DSM DSM          | Team DSM DSM |
| ------------ | --------------------- | ------------ |
| م            | عداء                  | مرتبة        |
| 61           | سام ويلسفورد          | 3            |
| 62           | Tobias Lund Andresen ‏ | 59           |
| 63           | Patrick Eddy ‏         | 69           |
| 64           | Leon Heinschke ‏       | 71           |
| 65           | شون فلين ‏             | 8            |
| 66           | Tim Naberman ‏         | 47           |

| Lotto Dstny LTD | Lotto Dstny LTD     | Lotto Dstny LTD |
| --------------- | ------------------- | --------------- |
| م               | عداء                | مرتبة           |
| 71              | فكتور كامبنارتس     | لم يكمل السباق  |
| 72              | Cédric Beullens ‏    | 23              |
| 73              | برنت فان موير       | 54              |
| 74              | ميكل شوارزمان       | 70              |
| 75              | روديجر سليج         | 6               |
| 76              | Liam Slock ‏         | 41              |
| 77              | Florian Vermeersch ‏ | لم يكمل السباق  |

| أونو-إكس موبيليتي ‏ UXT | أونو-إكس موبيليتي ‏ UXT | أونو-إكس موبيليتي ‏ UXT |
| ---------------------- | ---------------------- | ---------------------- |
| م                      | عداء                   | مرتبة                  |
| 81                     | Fredrik Dversnes ‏      | 83                     |
| 82                     | Stian Fredheim ‏        | 38                     |
| 83                     | Tord Gudmestad ‏        | 46                     |
| 84                     | كريستوفر هالفورسن      | 9                      |
| 85                     | Louis Bendixen ‏        | 85                     |
| 87                     | Martin Urianstad ‏      | 86                     |

| Israel-Premier Tech IPT | Israel-Premier Tech IPT | Israel-Premier Tech IPT |
| ----------------------- | ----------------------- | ----------------------- |
| م                       | عداء                    | مرتبة                   |
| 91                      | قاي ساقيف               | 43                      |
| 92                      | إيتامار أينهورن (طريق)  | 12                      |
| 94                      | Riley Pickrell ‏         | 63                      |
| 95                      | Jens Reynders ‏          | 37                      |
| 96                      | Roi Weinberg‏            | لم يكمل السباق          |
| 97                      | توم فان أسبروك          | 18                      |

| TotalEnergies TEN | TotalEnergies TEN   | TotalEnergies TEN |
| ----------------- | ------------------- | ----------------- |
| م                 | عداء                | مرتبة             |
| 101               | إيدفالد بواسون هاغن | 17                |
| 102               | Emilien Jeannière ‏  | 34                |
| 103               | لورينزو مانزين      | 82                |
| 105               | Jason Tesson ‏       | لم يكمل السباق    |
| 106               | دريس فان جيستل      | لم يبدأ           |
| 107               | Mattéo Vercher ‏     | 76                |

| بنجوال باوليز ساوكس دبليو بي ‏ BWB | بنجوال باوليز ساوكس دبليو بي ‏ BWB | بنجوال باوليز ساوكس دبليو بي ‏ BWB |
| --------------------------------- | --------------------------------- | --------------------------------- |
| م                                 | عداء                              | مرتبة                             |
| 111                               | Louis Blouwe ‏                     | 29                                |
| 112                               | Nathan Vandepitte ‏                | 13                                |
| 113                               | ماتيو مالوسيلي                    | 15                                |
| 114                               | Alexander Salby ‏                  | لم يكمل السباق                    |
| 115                               | Luca Van Boven ‏                   | 30                                |
| 116                               | Guillaume Van Keirsbulck ‏         | لم يكمل السباق                    |
| 117                               | Karl Patrick Lauk ‏                | 77                                |

| سبورت فلاندرين بالويس ‏ TFB | سبورت فلاندرين بالويس ‏ TFB | سبورت فلاندرين بالويس ‏ TFB |
| -------------------------- | -------------------------- | -------------------------- |
| م                          | عداء                       | مرتبة                      |
| 121                        | Noah Vandenbranden ‏        | لم يكمل السباق             |
| 122                        | أليكس كولمان ‏              | 24                         |
| 123                        | Ruben Apers ‏               | 48                         |
| 124                        | Tuur Dens ‏                 | 89                         |
| 125                        | Milan Fretin ‏              | لم يكمل السباق             |
| 126                        | Aaron Verwilst ‏            | لم يكمل السباق             |
| 127                        | Jules Hesters ‏             | لم يكمل السباق             |

| Human Powered Health HPM | Human Powered Health HPM | Human Powered Health HPM |
| ------------------------ | ------------------------ | ------------------------ |
| م                        | عداء                     | مرتبة                    |
| 131                      | ساشا ويميس               | لم يكمل السباق           |
| 132                      | آدم دي فوس               | لم يكمل السباق           |
| 133                      | أوقست جنسن               | 19                       |
| 136                      | Gijs Van Hoecke ‏         | 40                       |
| 137                      | ماثيو جيبسون             | لم يكمل السباق           |

| Team Solution Tech–Vini Fantini ‏ COR | Team Solution Tech–Vini Fantini ‏ COR | Team Solution Tech–Vini Fantini ‏ COR |
| ------------------------------------ | ------------------------------------ | ------------------------------------ |
| م                                    | عداء                                 | مرتبة                                |
| 141                                  | Antonio Barać ‏                       | لم يبدأ                              |
| 142                                  | Charlie Quarterman ‏                  | لم يكمل السباق                       |
| 143                                  | Nicolas Dalla Valle ‏                 | لم يكمل السباق                       |
| 144                                  | Giulio Masotto ‏                      | لم يكمل السباق                       |
| 145                                  | Lorenzo Quartucci ‏                   | لم يكمل السباق                       |
| 146                                  | Etienne van Empel ‏                   | 42                                   |
| 147                                  | Samuele Zambelli ‏                    | لم يكمل السباق                       |

| Q36.5 Pro Cycling Team ‏ Q36 | Q36.5 Pro Cycling Team ‏ Q36 | Q36.5 Pro Cycling Team ‏ Q36 |
| --------------------------- | --------------------------- | --------------------------- |
| م                           | عداء                        | مرتبة                       |
| 151                         | Fabio Christen ‏             | لم يكمل السباق              |
| 153                         | Kamil Małecki ‏              | 81                          |
| 154                         | Tom Devriendt ‏              | 68                          |
| 155                         | Nicolò Parisini ‏            | 75                          |
| 156                         | Szymon Sajnok ‏              | 14                          |
| 157                         | Nickolas Zukowsky ‏          | 57                          |

| تيم نوفو نورديسك ‏ TNN | تيم نوفو نورديسك ‏ TNN              | تيم نوفو نورديسك ‏ TNN |
| --------------------- | ---------------------------------- | --------------------- |
| م                     | عداء                               | مرتبة                 |
| 171                   | Joonas Henttala ‏                   | لم يكمل السباق        |
| 172                   | Declan Irvine ‏                     | لم يكمل السباق        |
| 173                   | Matyáš Kopecký ‏                    | 31                    |
| 174                   | Péter Kusztor ‏                     | لم يكمل السباق        |
| 175                   | Andrea Peron (cyclist, born 1988) ‏ | 16                    |
| 176                   | Robbe Ceurens ‏                     | لم يكمل السباق        |
| 177                   | Logan Phippen ‏                     | لم يكمل السباق        |

| سوبرانو هام ايزوريكس ‏ TIS | سوبرانو هام ايزوريكس ‏ TIS | سوبرانو هام ايزوريكس ‏ TIS |
| ------------------------- | ------------------------- | ------------------------- |
| م                         | عداء                      | مرتبة                     |
| 181                       | تيموثي دوبونت             | 20                        |
| 182                       | Torsten Demeyere‏          | لم يكمل السباق            |
| 183                       | Jonas Geens ‏              | لم يكمل السباق            |
| 184                       | Andreas Goeman‏            | 66                        |
| 185                       | Thomas Joseph ‏            | 27                        |
| 186                       | Thibau Verhofstadt‏        | لم يكمل السباق            |
| 187                       | Mauro Verwilt‏             | لم يكمل السباق            |

| Unibet Tietema Rockets ‏ TDT | Unibet Tietema Rockets ‏ TDT | Unibet Tietema Rockets ‏ TDT |
| --------------------------- | --------------------------- | --------------------------- |
| م                           | عداء                        | مرتبة                       |
| 191                         | Joren Bloem ‏                | 25                          |
| 192                         | Davide Bomboi ‏              | 36                          |
| 193                         | Jordy Bouts ‏                | لم يكمل السباق              |
| 194                         | Martijn Budding ‏            | 11                          |
| 195                         | Tomáš Kopecký (cyclist) ‏    | 65                          |
| 196                         | Abram Stockman ‏             | 39                          |
| 197                         | Yentl Vandevelde ‏           | لم يكمل السباق              |

| فولكر ويسيلز سيلينج تيم ‏ VWE | فولكر ويسيلز سيلينج تيم ‏ VWE | فولكر ويسيلز سيلينج تيم ‏ VWE |
| ---------------------------- | ---------------------------- | ---------------------------- |
| م                            | عداء                         | مرتبة                        |
| 201                          | Jord Baak‏                    | لم يكمل السباق               |
| 202                          | Zak Coleman‏                  | 32                           |
| 203                          | Nick van der Meer ‏           | 26                           |
| 204                          | Daan van Sintmaartensdijk ‏   | لم يكمل السباق               |
| 205                          | تيمو دي جونغ ‏                | 87                           |
| 206                          | Coen Vermeltfoort ‏           | 60                           |
| 207                          | Thimo Willems ‏               | لم يكمل السباق               |

| UAE Team Emirates UAD | UAE Team Emirates UAD | UAE Team Emirates UAD |
| --------------------- | --------------------- | --------------------- |
| م                     | عداء                  | مرتبة                 |
| 1                     | باسكال أكرمان         | 2                     |
| 2                     | إيفو أوليفيرا         | 67                    |
| 3                     | ريان جيبونز           | 56                    |
| 4                     | Sjoerd Bax ‏           | 88                    |
| 5                     | ميكيل بيرج            | 80                    |
| 6                     | فيجارد ستيك لاينجن    | 84                    |
| 7                     | خوان سباستيان مولانو  | 7                     |

| Soudal Quick-Step SOQ | Soudal Quick-Step SOQ | Soudal Quick-Step SOQ |
| --------------------- | --------------------- | --------------------- |
| م                     | عداء                  | مرتبة                 |
| 11                    | تيم ميرلير (طريق)     | 22                    |
| 12                    | جوزيف سيرني           | لم يكمل السباق        |
| 13                    | Jannik Steimle ‏       | 55                    |
| 14                    | Martin Svrček ‏        | 45                    |
| 15                    | Bert Van Lerberghe ‏   | 35                    |
| 16                    | Stan Van Tricht ‏      | 44                    |
| 17                    | Ethan Vernon ‏         | 33                    |

| Alpecin-Deceuninck ADC | Alpecin-Deceuninck ADC           | Alpecin-Deceuninck ADC |
| ---------------------- | -------------------------------- | ---------------------- |
| م                      | عداء                             | مرتبة                  |
| 21                     | Ayco Bastiaens ‏                  | 78                     |
| 22                     | Lionel Taminiaux ‏                | 4                      |
| 23                     | Jonas Rickaert ‏                  | 90                     |
| 24                     | ياكوب ماريكزكو                   | 5                      |
| 25                     | إدوارد بلانكايرتإدوارد بلانكايرت | 73                     |
| 26                     | جنسن بلاورايت ‏                   | 28                     |
| 27                     | Senne Leysen ‏                    | لم يكمل السباق         |

| Intermarché-Circus-Wanty ICW | Intermarché-Circus-Wanty ICW | Intermarché-Circus-Wanty ICW |
| ---------------------------- | ---------------------------- | ---------------------------- |
| م                            | عداء                         | مرتبة                        |
| 31                           | Dries De Pooter ‏             | 64                           |
| 32                           | Julius Johansen ‏             | 79                           |
| 33                           | Madis Mihkels                | لم يبدأ                      |
| 34                           | Laurenz Rex ‏                 | 58                           |
| 35                           | بابتيست بلانكايرت            | 74                           |
| 36                           | Gerben Thijssen ‏             | 1                            |
| 37                           | Boy van Poppel ‏              | 51                           |

| Arkéa-Samsic ARK | Arkéa-Samsic ARK | Arkéa-Samsic ARK |
| ---------------- | ---------------- | ---------------- |
| م                | عداء             | مرتبة            |
| 41               | هوغو هوفستيتر    | لم يكمل السباق   |
| 42               | Louis Barré ‏     | 72               |
| 43               | أنتوني ديلابلاسي | 49               |
| 44               | دايفيد ديكر      | 21               |
| 45               | دانيال مكلاي     | 50               |
| 46               | Łukasz Owsian ‏   | 61               |
| 47               | Andrii Ponomar ‏  | لم يكمل السباق   |

| Trek-Segafredo TFS | Trek-Segafredo TFS    | Trek-Segafredo TFS |
| ------------------ | --------------------- | ------------------ |
| م                  | عداء                  | مرتبة              |
| 51                 | Marc Brustenga ‏       | لم يكمل السباق     |
| 52                 | Emīls Liepiņš ‏ (طريق) | 53                 |
| 53                 | Thibau Nys ‏           | 62                 |
| 54                 | إدوارد ثيونس          | 10                 |
| 55                 | Mathias Vacek ‏        | 52                 |

| Team DSM DSM | Team DSM DSM          | Team DSM DSM |
| ------------ | --------------------- | ------------ |
| م            | عداء                  | مرتبة        |
| 61           | سام ويلسفورد          | 3            |
| 62           | Tobias Lund Andresen ‏ | 59           |
| 63           | Patrick Eddy ‏         | 69           |
| 64           | Leon Heinschke ‏       | 71           |
| 65           | شون فلين ‏             | 8            |
| 66           | Tim Naberman ‏         | 47           |

| Lotto Dstny LTD | Lotto Dstny LTD     | Lotto Dstny LTD |
| --------------- | ------------------- | --------------- |
| م               | عداء                | مرتبة           |
| 71              | فكتور كامبنارتس     | لم يكمل السباق  |
| 72              | Cédric Beullens ‏    | 23              |
| 73              | برنت فان موير       | 54              |
| 74              | ميكل شوارزمان       | 70              |
| 75              | روديجر سليج         | 6               |
| 76              | Liam Slock ‏         | 41              |
| 77              | Florian Vermeersch ‏ | لم يكمل السباق  |

| أونو-إكس موبيليتي ‏ UXT | أونو-إكس موبيليتي ‏ UXT | أونو-إكس موبيليتي ‏ UXT |
| ---------------------- | ---------------------- | ---------------------- |
| م                      | عداء                   | مرتبة                  |
| 81                     | Fredrik Dversnes ‏      | 83                     |
| 82                     | Stian Fredheim ‏        | 38                     |
| 83                     | Tord Gudmestad ‏        | 46                     |
| 84                     | كريستوفر هالفورسن      | 9                      |
| 85                     | Louis Bendixen ‏        | 85                     |
| 87                     | Martin Urianstad ‏      | 86                     |

| Israel-Premier Tech IPT | Israel-Premier Tech IPT | Israel-Premier Tech IPT |
| ----------------------- | ----------------------- | ----------------------- |
| م                       | عداء                    | مرتبة                   |
| 91                      | قاي ساقيف               | 43                      |
| 92                      | إيتامار أينهورن (طريق)  | 12                      |
| 94                      | Riley Pickrell ‏         | 63                      |
| 95                      | Jens Reynders ‏          | 37                      |
| 96                      | Roi Weinberg‏            | لم يكمل السباق          |
| 97                      | توم فان أسبروك          | 18                      |

| TotalEnergies TEN | TotalEnergies TEN   | TotalEnergies TEN |
| ----------------- | ------------------- | ----------------- |
| م                 | عداء                | مرتبة             |
| 101               | إيدفالد بواسون هاغن | 17                |
| 102               | Emilien Jeannière ‏  | 34                |
| 103               | لورينزو مانزين      | 82                |
| 105               | Jason Tesson ‏       | لم يكمل السباق    |
| 106               | دريس فان جيستل      | لم يبدأ           |
| 107               | Mattéo Vercher ‏     | 76                |

| بنجوال باوليز ساوكس دبليو بي ‏ BWB | بنجوال باوليز ساوكس دبليو بي ‏ BWB | بنجوال باوليز ساوكس دبليو بي ‏ BWB |
| --------------------------------- | --------------------------------- | --------------------------------- |
| م                                 | عداء                              | مرتبة                             |
| 111                               | Louis Blouwe ‏                     | 29                                |
| 112                               | Nathan Vandepitte ‏                | 13                                |
| 113                               | ماتيو مالوسيلي                    | 15                                |
| 114                               | Alexander Salby ‏                  | لم يكمل السباق                    |
| 115                               | Luca Van Boven ‏                   | 30                                |
| 116                               | Guillaume Van Keirsbulck ‏         | لم يكمل السباق                    |
| 117                               | Karl Patrick Lauk ‏                | 77                                |

| سبورت فلاندرين بالويس ‏ TFB | سبورت فلاندرين بالويس ‏ TFB | سبورت فلاندرين بالويس ‏ TFB |
| -------------------------- | -------------------------- | -------------------------- |
| م                          | عداء                       | مرتبة                      |
| 121                        | Noah Vandenbranden ‏        | لم يكمل السباق             |
| 122                        | أليكس كولمان ‏              | 24                         |
| 123                        | Ruben Apers ‏               | 48                         |
| 124                        | Tuur Dens ‏                 | 89                         |
| 125                        | Milan Fretin ‏              | لم يكمل السباق             |
| 126                        | Aaron Verwilst ‏            | لم يكمل السباق             |
| 127                        | Jules Hesters ‏             | لم يكمل السباق             |

| Human Powered Health HPM | Human Powered Health HPM | Human Powered Health HPM |
| ------------------------ | ------------------------ | ------------------------ |
| م                        | عداء                     | مرتبة                    |
| 131                      | ساشا ويميس               | لم يكمل السباق           |
| 132                      | آدم دي فوس               | لم يكمل السباق           |
| 133                      | أوقست جنسن               | 19                       |
| 136                      | Gijs Van Hoecke ‏         | 40                       |
| 137                      | ماثيو جيبسون             | لم يكمل السباق           |

| Team Solution Tech–Vini Fantini ‏ COR | Team Solution Tech–Vini Fantini ‏ COR | Team Solution Tech–Vini Fantini ‏ COR |
| ------------------------------------ | ------------------------------------ | ------------------------------------ |
| م                                    | عداء                                 | مرتبة                                |
| 141                                  | Antonio Barać ‏                       | لم يبدأ                              |
| 142                                  | Charlie Quarterman ‏                  | لم يكمل السباق                       |
| 143                                  | Nicolas Dalla Valle ‏                 | لم يكمل السباق                       |
| 144                                  | Giulio Masotto ‏                      | لم يكمل السباق                       |
| 145                                  | Lorenzo Quartucci ‏                   | لم يكمل السباق                       |
| 146                                  | Etienne van Empel ‏                   | 42                                   |
| 147                                  | Samuele Zambelli ‏                    | لم يكمل السباق                       |

| Q36.5 Pro Cycling Team ‏ Q36 | Q36.5 Pro Cycling Team ‏ Q36 | Q36.5 Pro Cycling Team ‏ Q36 |
| --------------------------- | --------------------------- | --------------------------- |
| م                           | عداء                        | مرتبة                       |
| 151                         | Fabio Christen ‏             | لم يكمل السباق              |
| 153                         | Kamil Małecki ‏              | 81                          |
| 154                         | Tom Devriendt ‏              | 68                          |
| 155                         | Nicolò Parisini ‏            | 75                          |
| 156                         | Szymon Sajnok ‏              | 14                          |
| 157                         | Nickolas Zukowsky ‏          | 57                          |

| تيم نوفو نورديسك ‏ TNN | تيم نوفو نورديسك ‏ TNN              | تيم نوفو نورديسك ‏ TNN |
| --------------------- | ---------------------------------- | --------------------- |
| م                     | عداء                               | مرتبة                 |
| 171                   | Joonas Henttala ‏                   | لم يكمل السباق        |
| 172                   | Declan Irvine ‏                     | لم يكمل السباق        |
| 173                   | Matyáš Kopecký ‏                    | 31                    |
| 174                   | Péter Kusztor ‏                     | لم يكمل السباق        |
| 175                   | Andrea Peron (cyclist, born 1988) ‏ | 16                    |
| 176                   | Robbe Ceurens ‏                     | لم يكمل السباق        |
| 177                   | Logan Phippen ‏                     | لم يكمل السباق        |

| سوبرانو هام ايزوريكس ‏ TIS | سوبرانو هام ايزوريكس ‏ TIS | سوبرانو هام ايزوريكس ‏ TIS |
| ------------------------- | ------------------------- | ------------------------- |
| م                         | عداء                      | مرتبة                     |
| 181                       | تيموثي دوبونت             | 20                        |
| 182                       | Torsten Demeyere‏          | لم يكمل السباق            |
| 183                       | Jonas Geens ‏              | لم يكمل السباق            |
| 184                       | Andreas Goeman‏            | 66                        |
| 185                       | Thomas Joseph ‏            | 27                        |
| 186                       | Thibau Verhofstadt‏        | لم يكمل السباق            |
| 187                       | Mauro Verwilt‏             | لم يكمل السباق            |

| Unibet Tietema Rockets ‏ TDT | Unibet Tietema Rockets ‏ TDT | Unibet Tietema Rockets ‏ TDT |
| --------------------------- | --------------------------- | --------------------------- |
| م                           | عداء                        | مرتبة                       |
| 191                         | Joren Bloem ‏                | 25                          |
| 192                         | Davide Bomboi ‏              | 36                          |
| 193                         | Jordy Bouts ‏                | لم يكمل السباق              |
| 194                         | Martijn Budding ‏            | 11                          |
| 195                         | Tomáš Kopecký (cyclist) ‏    | 65                          |
| 196                         | Abram Stockman ‏             | 39                          |
| 197                         | Yentl Vandevelde ‏           | لم يكمل السباق              |

| فولكر ويسيلز سيلينج تيم ‏ VWE | فولكر ويسيلز سيلينج تيم ‏ VWE | فولكر ويسيلز سيلينج تيم ‏ VWE |
| ---------------------------- | ---------------------------- | ---------------------------- |
| م                            | عداء                         | مرتبة                        |
| 201                          | Jord Baak‏                    | لم يكمل السباق               |
| 202                          | Zak Coleman‏                  | 32                           |
| 203                          | Nick van der Meer ‏           | 26                           |
| 204                          | Daan van Sintmaartensdijk ‏   | لم يكمل السباق               |
| 205                          | تيمو دي جونغ ‏                | 87                           |
| 206                          | Coen Vermeltfoort ‏           | 60                           |
| 207                          | Thimo Willems ‏               | لم يكمل السباق               |

## التصنيف العام النهائي
| التصنيف العام                                            | التصنيف العام        | التصنيف العام             | التصنيف العام | التصنيف العام |
| العداء                                                   | العداء               | الفريق                    | الوقت         |               |
| -------------------------------------------------------- | -------------------- | ------------------------- | ------------- | ------------- |
| 1                                                        | Gerben Thijssen ‏     | Intermarché-Circus-Wanty  | 4 س 17 د 44 ث |               |
| 2                                                        | باسكال أكرمان        | فريق الإمارات             | + 0 ث         |               |
| 3                                                        | سام ويلسفورد         | Team DSM                  | + 0 ث         |               |
| 4                                                        | Lionel Taminiaux ‏    | Alpecin-Deceuninck        | + 0 ث         |               |
| 5                                                        | ياكوب ماريكزكو       | Alpecin-Deceuninck        | + 0 ث         |               |
| 6                                                        | روديجر سليج          | Lotto Dstny               | + 0 ث         |               |
| 7                                                        | خوان سباستيان مولانو | فريق الإمارات             | + 0 ث         |               |
| 8                                                        | شون فلين ‏            | Team DSM                  | + 0 ث         |               |
| 9                                                        | كريستوفر هالفورسن    | أونو اكس برو سايكلنج تيم ‏ | + 0 ث         |               |
| 10                                                       | إدوارد ثيونس         | تريك سيغافريدو            | + 0 ث         |               |
|                                                          |                      |                           |               |               |
| مصادر: ProCyclingStats Cycling Quotient Cycling Archives |                      |                           |               |               |

## وصلات خارجية
- الموقع الرسمي
- لمحة عن سباق هاندزام الكلاسيكي 2023 على موقع  ProCyclingStats   (برو  سايكلنج  ستاتس) - إحصاءات  محترفي  الدراجات.
- هاندزام الكلاسيكي 2023 على موقع إحصائيات الدراجات الإحترافية (الإنجليزية)
- هاندزام الكلاسيكي 2023 في موقع Cycling Archives سايكلنج أركايفز